# Danza de los negritos
La Danza de los negritos o també coneguda com Confraria de los negritos és una dansa folklòrica d'origen afroperuà que s'executa a la zona huanca en els departaments andins de Huancavelica i Apurímac. La dansa està lligada a les festivitats de Nadal i la Pasqua de reis.

## Origen
En l'època colonial, els patrons donaven llibertat als esclaus des del 24 de desembre fins al 6 de gener. Els dies eren aprofitats pels esclaus per a celebrar Nadal i visitar els pessebres que lluïen a les cases de les famílies més benestants. Arran de l'alliberament dels esclaus, la tradició continuà, però ara els afrodescendents ballaven i bevien en el transcurs del trajecte, i els amos de les cases els recompensaven amb menjar i beguda. En aquell moment s'hi afegeixen les torres humanes, i així es com es va institucionalitzar la danza de los negritos.
Amb el pas dels anys, van desaparéixer els afrodescents, sent reemplaçats pels mestissos i després pels blancs, que es van vestir amb màscares per imitar la pell dels creadors originals.

## La dansa
Els representants no tenen número fixe, però formen generalment dos files paral·leles, cadascuna encapçalada per dos negres anomenats caporals; també hi ha els personatges del turc, la dama i l'abanderat, que representa un blanc que branda una bandera de llibertat i el vell gentilhome també anomenat Corrochano.
Les confraries de negrets són ateses per un majordom que adora a Jesuset, els majordoms competeixen entre ells en atencions als seus dansaires i convidats. La figura té una existència històrica ja que en el passat els majordoms contractaven als negres perquè adoraren a Jesuset en les festes, que en desaparéixer foren substituïts per membres dels pobles originaris o per blancs.